# Halálos iramban 7.
A Halálos iramban 7. (eredeti cím: Furious 7, korábbi címén: Fast & Furious 7) 2015-ben bemutatott amerikai akciófilm, amelyet Chris Morgan forgatókönyvéből James Wan rendezett.
A Halálos iramban filmsorozat hetedik része valamint a sorozat első filmje, amely a Halálos iramban: Tokiói hajsza eseményei után játszódik, mivel az előző három rész történései a Halálosabb iramban és a Tokiói hajsza között zajlottak. A főszerepben Paul Walker, Vin Diesel, Dwayne Johnson, Michelle Rodriguez, Jordana Brewster, Tyrese Gibson, Ludacris, Kurt Russell és Jason Statham látható.
2013. november 30-ai halálos balesete miatt Paul Walkernek a 2013-as Veszélyzóna után ez volt az utolsó megjelent filmje.
A film többnyire pozitív véleményeket kapott a kritikusoktól. A Metacritic oldalán a film értékelése 67% a 100-ból, ami 44 véleményen alapul. A Rotten Tomatoeson a Halálos iramban 7. 83%-os minősítést kapott, 174 értékelés alapján. A forgatás 2013 szeptember elején kezdődött a Georgia állambeli Atlantában. A filmben egy cameoszerep erejéig felbukkan Iggy Azalea, aki az egyik filmzenéhez is hozzájárult.

## Rövid történet
Miután végeztek Owen Shaw-val, a csapat visszatér az Egyesült Államokba, hogy normális életet éljenek. Azonban Owen bátyja bosszút esküszik öccse miatt.

## Történet
Owen Shaw (Luke Evans) és csapata legyőzése után, Dominic Toretto (Vin Diesel) és Brian O'Conner (Paul Walker) hivatalosan megkapták az amnesztiával kapcsolatos papírokat, így a gárda többi tagjával nyugodtan visszatérhettek az Egyesült Államokba, hogy ismét normális életet tudhassanak élni. Dom próbál segíteni Lettynek (Michelle Rodriguez) visszanyerni az emlékeit, miközben Brian már kezdi hozzászoktatni magát az életéhez, mint apa. Eközben Owen bátyja, Deckard Shaw (Jason Statham) betör a város legbiztonságosabb kórházába, ahol Owen kómában van és bosszút esküszik neki Dom ellen.
Shaw Los Angelesben betör Luke Hobbs (Dwayne "The Rock" Johnson) irodájába (Diplomáciai Biztonsági szolgálat), hogy információkat gyűjtsön Domról és csapatáról. Személyazonosságának feltárása után Shaw elkezd harcolni Hobbssal, majd elmenekül egy bomba felrobbantását követően, melynek során Hobbs és társa, Elena Neves (Elsa Pataky) kirepül az épületből, egyenesen egy autó tetejére landolva. Hobbs súlyosan megsérül, ezért Elena sietve elviszi a kórházba, hogy ellássák a sérüléseket. Eközben Dom megtudja a húgától, Miától (Jordana Brewster) hogy ismét terhes, kislányt vár és arra kéri őt, hogy egyelőre ne mondja el Briannek, ha még ezt kifogásolja is. Azonban egy álcázott csomagban lévő bomba felrobban, és elpusztítja a Toretto házat pár másodperccel azután, hogy a banda egyik tagját, Hant megöli Shaw Tokióban. Később Dom meglátogatja Hobbst a kórházban, ahol megtudja, hogy a gazember Deckard Shaw, egy brit elit kommandós gyilkos, aki arra törekszik, hogy megbosszulja testvérét, valamint Hobbs bemutatja Domnak a kislányát. Ezt követően Dom Tokióba utazik, hogy megnézze Han holttestét, de útközben találkozik Sean Boswellel (Lucas Black), aki átadja Han személyes dolgait és egy ezüst nyakláncot kereszttel, amit Dom korábban Lettynek adott emlékül.
Ismét Los Angelesben, ahol a csapat többi tagja, Roman Pearce (Tyrese Gibson) és Tej Parker (Chris "LudaCris" Bridges) is jelen vannak a többiekkel együtt Han temetésén. Roman megesküszik, hogy nem fog többé temetésekre járni, erre Brian hozzáfűzi azt, hogy még mindig hátra van egy temetés – Shawé. Hirtelen Dom meglát a távolban egy titokzatos autót, majd elkezdi üldözni. Kiderül hogy a jármű sofőrje Shaw. Egy frontális ütközésben végződő párbaj után már éppen, hogy egymásnak esnének, amikor a szövetségiek megérkeznek Mr. Senki (Kurt Russell) vezetésével, ám Shaw elmenekül. Senki megígéri Domnak, hogy segít elkapni Shaw-t, ha ő is segít neki abban, hogy egy Mose Jakande (Djimon Hounsou) nevű zsoldos megszerezze az isten szemét, egy számítógépes programot, ami digitális eszközöket használ fel ahhoz, hogy lenyomozzon és megtaláljon egy adott személyt. Valamint, Domnak meg kell mentenie a program készítőjét, egy Megan Ramsey (Nathalie Emmanuel) nevű hackert, Jakande embereitől. Dom összehívja Briant, Letty-t, Romant és Tej-t, hogy segítsenek neki a küldetésben. Azonban, Brian megígéri Mia-nak, hogy miután végeztek Shaw-val és lezárták ezt az ügyet, mindvégig vele marad és együtt felnevelik a kisfiukat. A csapat a Kaukázus felett repülőgépről közelíti meg Jakande konvoját autókkal, majd rátámadnak és Brian a buszban megmenti Ramseyt, és kiderül, hogy ő egy fiatal nő. Azonban Briant megtámadja egy Azerbajdzsáni zsoldos, Kiet (Tony Jaa) és harc alakul ki köztük, melynek során a sofőr megsérül és felborul a busz, ami a szakadék felé tart. Kietnek sikerül leugrania, ám Brian rajta marad, majd időben Letty segít neki. Ezt követően irány Abu Dhabi (Egyesült Arab Emírségek), ahol egy multimilliomos jordán hercegnek eladták az Isten szemét tartalmazó vincsesztert. A csapat betör a luxus toronyba, ahol Letty felveszi a harcot egy Kara (Ronda Rousey) nevű testőrrel, akit sikeresen legyőz. Mindkét alkalommal követte Shaw a csapatot, akinek minden vágy hogy megküzdjön Dommal, ám ezúttal alig sikerült megszöknie a csapatnak a toronyból, melynek során Briannek és Domnak használnia kellett egy 390 km/h-s golyóálló autót.
A csapatnak az isten szemével sikerül Shaw nyomára bukkanni, aki egy távoli gyárban bújt el. Dom, Brian, Senki és az ő titkos Ops katonái próbálja elkapni Shawt, de váratlanul lesből Jakande és a fegyveresek rájuk támadnak, akik már leszövetkeztek Shawal. Az ezt követő lövöldözésben megölik Senki embereit és Senki is súlyosan megsérül, de Briannak és Domnak sikerül megmenekíteniük, miközben Jakande megkaparintja az isten szemét Senki egyik emberétől. Útközben az ország elhagyása alatt a haldokló Senki figyelmezteti Domot és Briant, hogy Jakande használni fogja az isten szemét, hogy levadássza Ramseyt. Senki arra kéri őket, hogy tegyék ki az út szélén, hogy egy helikoptert hívjon az evakuálására. A csapatnak nem marad más választása, mint visszatérni Los Angelesbe és felvenni hazai pályán a harcot Shawal és Jakandevel, valamint az ő embereivel. Dom azt tervezi, hogy egyedül száll szembe Shawal, míg Brian és a gárda többi tagja felkészülnek Jakande megölésére és visszaszerezni tőle az isten szeme irányítását. Ugyanakkor Mia elmondja Briannak, hogy várandós és a második közös gyermekük egy kislány.
Amíg Jakande üldözi Briant és a csapatát egy lopakodó harci helikopterrel és egy pilóta nélküli drónnal, az isten szemét használja Ramsey felkutatásához, a nő megpróbálja feltörni a programot. Hobbs, látván, hogy a csapat bajban van, elszökik a kórházból és megsemmisíti a drónt, ahogy összetöri egy mentőautóval. Miután Brian-nek sikerül manuálisan helyreállítania a program adásvonalát, Ramsey sikeresen rákapcsolódik az isten szemére és lekapcsolja azt. Mindeközben, Dom és Shaw megütköznek egy az egy ellen egy parkolóházban, mielőtt Jakande közbelép és mindkettejüket megtámadja. Shaw-t elkapják, miután fogságba került a garázs ráomló része miatt. Közben Brian sikeresen legyőzi Kietet az egyik gyár belsejében. Dom folytatja a harcot Jakandeval és elindítja az autót az ő helikoptere ellen. Már majdnem az összeomló parkolóházban veszti életét, de sikeresen egy zsáknyi gránátot a helikopter oldalára akaszt, amikor az autója éppen zuhanó helyzetben van a romok közé. Hobbs a talajról kilövi a gránátot, ami felrobbantja a helikoptert, ezzel megölve Jakandet. Amikor Dom eszméletlenül hever az autóban, a csapat attól tart, hogy meghalt. Ahogy Letty sírva tartja Domot a karjai között, felfedi, hogy visszanyerte az emlékeit, emlékszik a házasságukra, ami korábban megtörtént, nem tudván a csapat többi tagjairól. Dom ezután nem sokkal magához tér, és elmondja, hogy: "Épp ideje volt".
Később Shawt őrizetbe veszi Hobbs és bezárja egy magas biztonsággal rendelkező titkos CIA börtönbe. Eközben a strandon Brian és Mia játszanak a kisfiukkal, míg Dom, Letty, Roman, Ramsey és Tej figyelik őket, és örülnek hogy ennyire boldogak, majd mindenki elismeri, hogy Brian jobban jár, ha visszavonul a családjával. Dom csendesen eltávozik, majd Brian utoléri egy stoptáblánál. Ahogy Dom visszaemlékszik a Brian-nel együtt töltött régi szép időkre, elbúcsúznak egymástól és külön utakon mennek tovább.

## Szereplők
| Színész                   | Szereplő | Magyar hang         |
| ------------------------- | --- | ------------------- |
| Vin Diesel                | Dominic Toretto: Egy korábbi bűnöző, valamint profi utcai versenyző, aki visszavonul a feleségével, Lettyvel és nyugodtan élik életüket. | Galambos Péter      |
| Paul Walker               | Brian O'Conner: A volt FBI-ügynök és profi utcai versenyző. Ő Mia férje, akivel van egy közös fiúk, Jack. | Rajkai Zoltán       |
| Dwayne "The Rock" Johnson | Luke Hobbs: Egy DSS ügynök, aki Dom csapatába szövetkezett egészen Rio de Janeirótól Európáig. Később kiderül, hogy egy fiatal kislány édesapja. | Schneider Zoltán    |
| Michelle Rodriguez        | Letty Ortiz: Dom felesége és egy profi utcai versenyző, aki amnéziában szenvedett, miután balesetet szenvedett a Halálos iramban. | Solecki Janka       |
| Jordana Brewster          | Mia Toretto: Dom húga és a csapat egyik volt tagja. Ő Brian felesége, akivel van egy közös fiúk, Jack. | Szávai Viktória     |
| Tyrese Gibson             | Roman Pearce: Dom csapatának tagja és Brian gyerekkori barátja. | Kálid Artúr         |
| Chris "LudaCris" Bridges  | Tej Parker: Egy autószerelő és technikus, valamint Brian és Roman jó barátja. | Nagypál Gábor       |
| Lucas Black               | Sean Boswell: A profi urca autóversenyző és a driftezés szakértője, aki Tokióban él. Dom elutazik hozzá, amikor megtudja, hogy ott megölik Hant. Sean odaadja neki a holmijait.                                                                          | Géczi Zoltán        |
| Jason Statham             | Deckard Shaw: Egy szélhámos gazember. A különleges erők bérgyilkosa arra törekszik, hogy megbosszulja öccsét, aki kómában fekszik a kórházban. Korábban Dom és csapata intézte el Owent még Spanyolországban.                                            | Epres Attila        |
| Elsa Pataky               | Elena Neves: Egy DSS ügynök és korábbi riói rendőr, aki mostanra az Egyesült Államokba költözött, hogy ő lehessen Hobbs új partnere a Diplomáciai Biztonsági Szolgálatnál.                                                                               | Nagy-Németh Borbála |
| Djimon Hounsou            | Mose Jakande: Egy szomáliai zsoldos és terrorista, aki egy titkos privát katonai céget vezet. Szövetkezik Shaw-al és használja az isten szeme programot, hogy ellenségei nyomára bukkanjon.                                                              | Faragó András       |
| Kurt Russell              | Mr. Senki (Frank Petty): A titkos Ops katonacsapat vezetője, aki beleegyezik abba, hogy segítsen Domnak elkapni Shawt, ellenben ha ő meg segít neki megakadályozni azt, hogy Jakande megszerezzen egy számítógépes programot, melynek neve: Isten szeme. | Sörös Sándor        |
| Ronda Rousey              | Kara: Abu Dhabi multimilliomosának egyik biztonsági testőre. | Pálmai Anna         |
| Tony Jaa                  | Kiet: Jakande csapatának tagja, aki rendkívül nagy mozgékonysággal, ügyességgel és harci bátorsággal rendelkezik. | Mesterházy Gyula    |
| John Brotherton           | Sheppard: Petty egyik legjobb embere, és egyben jobbkeze is. | Horváth Illés       |
| Nathalie Emmanuel         | Megan Ramsey: Egy brit számítógép hacktivista, és az isten szeme teremtője, aki Dom és csapatának szövetségese lesz, miután kiszabadítják őt Jakande fogságából.                                                                                         | Törőcsik Franciska  |

További magyar hangok: Ács Norbert, Csányi Dávid, Csépai Eszter, Fehér Dániel, Fehér Péter, Hábermann Lívia,
 Hannus Zoltán, Horváth-Töreki Gergely, Kőszegi Mária, Mesterházy Gyula, Mohácsi Nóra, Sarádi Zsolt, Urbanovits Krisztina, Szűcs Anna Viola, Kovács Lehel, Forgács Gábor, Vida Bálint, Bercsényi Péter

## Megjelenés
A filmet eredetileg 2015. április 10-én tervezték kiadni, de 2014 júliusában bejelentették, hogy a film megjelenési dátumát átrakták április 2.-ra. 2014 októberében az Universal Pictures bejelentette a film hivatalos angol címét: Furious 7. A film első hivatalos előzetese 2014. november 1-jén jelent meg.